# Шверинско језеро
Шверинско језеро је језеро у Немачкој. Налази се на територији савезних држава Мекленбург-Западна Померанија, у мекленбуршкој приморској равници између Шверина и Визмара. То је еутропско језеро богато алгама и сиромашно кисеоником. Површина језера износи 61,54 km².
Језеро је дуго 21 километар и широко до 6 километара. Има површину од 61,54 km². По томе је ово четврто језеро Немачке по величини, и друго у северној Немачкој, иза језера Мириц.
Шверинско језеро је на југу каналом повезано преко реке Елде са Елбом. На северу га река Валенштајнграбен повезује са Визмаром. Ова река није пловна, изузев за вештије кајакаше. Браном по средини језера, оно је подељено на спољње и унутрашње језеро. Део језера и обале су заштићени као птичији резерват.